# Chilling Adventures of Sabrina
Chilling Adventures of Sabrina is een Amerikaanse horror-televieserie die door Roberto Aguirre-Sacasa werd ontwikkeld voor Netflix. De reeks is gebaseerd op een stripreeks van Archie Comics en draait om het hoofdpersonage Sabrina Spellman, gespeeld door Kiernan Shipka.
De serie werd oorspronkelijk ontwikkeld door The CW Television Network, met de bedoeling er enkele afleveringen van te maken, maar het project werd in december 2017 integraal overgenomen door Netflix als nieuwe reeks met zicht op meerdere seizoenen.
De eerste tien afleveringen werden uitgegeven op 26 oktober 2018, gevolgd door een kerstspecial in december. Het tweede deel (aflevering 12-20) van het eerste seizoen werd uitgegeven op 5 april 2019. Seizoen 3 kwam op 24 januari 2020 uit. In december 2018 werd een tweede seizoen aangekondigd, dat zestien afleveringen zal omvatten en eveneens verdeeld wordt over twee delen.
Het derde seizoen staat sinds 24 januari 2020 op Netflix. Dit seizoen bestaat uit acht afleveringen.
Het vierde seizoen staat sinds 31 december 2020 op Netflix. Dit seizoen bestaat ook uit acht afleveringen.

## Rolverdeling
- Sabrina Spellman (Kiernan Shipka)
- Harvey Kinkle (Ross Lynch)
- Nicholas Scratch (Gavin Leatherwood)
- Hilda Spellman (Lucy Davis)
- Ambrose Spellman (Chance Perdomo)
- Lilith / Madam Satan (Michelle Gomez)
- Rosalind Walker (Jaz Sinclair)
- Prudence Blackwood (Tati Gabrielle)
- Father Faustus Blackwood (Richard Coyle)
- Zelda Spellman (Miranda Otto)
- Theo/Susie Putnam (Lachlan Watson)

## Afleveringen

### Seizoen 1 - deel 1
- Afl. 1: Chapter One: October Country
- Afl. 2: Chapter Two: The Dark Baptism
- Afl. 3: Chapter Three: The Trial of Sabrina Spellman
- Afl. 4: Chapter Four: Witch Academy
- Afl. 5: Chapter Five: Dreams in a Witch House
- Afl. 6: Chapter Six: An Exorcism in Greendale
- Afl. 7: Chapter Seven: Feast of Feasts
- Afl. 8: Chapter Eight: The Burial
- Afl. 9: Chapter Nine: The Returned Man
- Afl. 10: Chapter Ten: The Witching Hour
- Afl. 11: Chapter Eleven: A Midwinter's Tale

### Seizoen 1 - deel 2
- Afl. 12: Chapter Twelve: The Epiphany
- Afl. 13: Chapter Thirteen: The Passion of Sabrina Spellman
- Afl. 14: Chapter Fourteen: Lupercalia
- Afl. 15: Chapter Fifteen: Doctor Cerberus's House of Horror
- Afl. 16: Chapter Sixteen: Blackwood
- Afl. 17: Chapter Seventeen: The Missionaries
- Afl. 18: Chapter Eighteen: The Miracles of Sabrina Spellman
- Afl. 19: Chapter Nineteen: The Mandrake
- Afl. 20: Chapter Twenty: The Memphisto Waltz

### Seizoen 1 - deel 3
- Afl. 21: Chapter Twenty-One: The Hellbound Heart
- Afl. 22: Chapter Twenty-Two: Drag Me To Hell
- Afl. 23: Chapter Twenty-Three: Heavy is the Crown
- Afl. 24: Chapter Twenty-Four: The Hare Moon
- Afl. 25: Chapter Twenty-Five: The Devil Within
- Afl. 26: Chapter Twenty-Six: All of Them Witches
- Afl. 27: Chapter Twenty-Seven: The Judas Kiss
- Afl. 28: Chapter Twenty-Eight: Sabrina is Legend